# Алексија (сликар)
Алексија (14. век) био је српски сликар и монах који је живео и радио на просторима данашње Македоније и Албаније.

## Биографија
Алексија се спомиње на натпису на фрескама цркве св. Богородице код села Глобоко (данас Безмишт у Албанији) на Преспанском језеру. Био је ученик Јована зографа, највероватније познатог сликара фресака у цркви св. Андреја крај Скопља из 1388-1389. На фрескама у Глобоком Алексија се представља као уметник који се доста инспиративно држао сликарског израза свог учитеља, следећи Јованово обнављање монументалних фигура из XIII века и маниристичке црте у моделацији ликова.